# Tuva Novotny
Tuva Novotny (Stockholm, 21 december 1979) is een Zweeds actrice, zangeres, regisseur en scenarioschrijver.

## Biografie
Tuva Moa Matilda Karolina Novotny Hedström werd in 1979 geboren in Matteus församling in Stockholm als dochter van de Tsjechische filmmaker en schrijver David Novotný en de kunstenares Barbro Hedström en groeide op in Åmot, Brunskog, net buiten Arvika. Novotny speelde als kind in het theater, volgde klassiek ballet en was in haar jeugd ook actief in verschillende muziekbands. In Stockholm speelde ze bij het Vår Teater en volgde later studies theater, met focus op muziek in het S:t Eriks gymnasium. Ze speelde in een aantal korte films die uitgezonden werden in het jeugdprogramma Bullen. Novotny speelde vanaf zestienjarige leeftijd een belangrijke bijrol in de televisieserie Skilda världar (1996-2000). Later volgde ze theateropleiding in Tsjechië, het thuisland van haar vader, maar deze opleiding werd niet afgemaakt.
In 1997 debuteerde ze in haar eerste speelfilm Tic Tac van Daniel Alfredson. In de jaren 2000 speelde ze in verschillende internationale films in Denemarken, het Verenigd Koninkrijk, Tsjechië, Nieuw-Zeeland, Noorwegen, Nederland, Japan en Zweden. Novotny was in 2003 ook succesvol in het toneelstuk Limbo in het Stockholms stadsteater. Ze speelde in enkele Amerikaanse films zoals Eat, Pray, Love en vertolkte de rol van Puck Ekstedt in een reeks tv-films, gebaseerd op de detectiveromans van Maria Lang.
Novotny werd op 23 november 2004 door prins Joachim van Denemarken benoemd als Hans Christian Andersen-ambassadeur om in 2005 diens 200ste verjaardag te vieren. In de zomer van 2006 was ze een van de zomergasten op de radiozender Sveriges Radio P1. Vanaf 2010 werkte ze ook voor de Noorse televisie waar ze haar regiedebuut maakte in de televisieserie Dag en regisseerde in 2014 ook een aflevering van de televisieserie Lilyhammer. Voor haar rol van Eva Holstad in Dag  ontving Novotny in 2011 de Noorse tv-prijs Gullruten. Novotny schrijft ook scenario’s voor film en televisie en schreef en zong het nummer Newfound Lover voor de soundtrack van Smala Sussie. Ze spreekt vloeiend Zweeds, Tsjechisch, Deens en Noors.
Novotny kreeg in 2002 op het internationaal filmfestival van Berlijn de EFP Shooting Star-prijs als jonge belofte. Ze werd meermaals genomineerd voor de Zweedse Guldbagge en de Deense Bodil en Robert, zowel voor beste actrice als beste vrouwelijke bijrol maar won enkel in 2016 de Robert voor beste actrice voor haar rol van Maria Pedersen in Krigen.

### Privaat leven
Novotny heeft een relatie met Nicolai Bjerrum Lersbryggen met wie ze sinds 2007 een dochter heeft. Ze woont sinds 2003 met haar familie in Kopenhagen.

## Prijzen en nominaties
De belangrijkste:
| Jaar | Prijs                                   | Categorie                | Film                 | Uitslag     |
| ---- | --------------------------------------- | ------------------------ | -------------------- | ----------- |
| 2016 | Robert                                  | Beste actrice            | Krigen               | Gewonnen    |
| 2016 | Bodil                                   | Beste actrice            | Krigen               | Genomineerd |
| 2006 | Guldbagge                               | Beste actrice            | Fyra veckor i juni   | Genomineerd |
| 2006 | Guldbagge                               | Beste vrouwelijke bijrol | Bang Bang Orangutang | Genomineerd |
| 2006 | Bodil                                   | Beste vrouwelijke bijrol | Bang Bang Orangutang | Genomineerd |
| 2006 | Robert                                  | Beste vrouwelijke bijrol | Bang Bang Orangutang | Genomineerd |
| 2003 | Guldbagge                               | Beste actrice            | Den osynlige         | Genomineerd |
| 2002 | Internationaal filmfestival van Berlijn | EFP Shooting Star        | EFP Shooting Star    | Gewonnen    |